# Вершок (міра довжини)
Вершо́к (біл. вярш́ок, рос. вершок) — староросійська міра довжини, що дорівнює 1/48 сажня, 7/48 фута або 1/16 аршина (близько 4,4 см).
Слово вершок запозичене з російської мови, де є за походженням зменшувальною формою від верх і первісно означало «залишок, невелика частина понад міру», а згодом набула значення точної величини; Фасмер припускав первісне значення як «верхня фаланга вказівного пальця».
Зріст у Російській імперії вимірювався у вершках (понад два аршини, тобто 142 см). Наприклад, зріст двірника Герасима з повісті «Муму» І. С. Тургенєва становив 12 вершків, що мало дорівнювати 142 + 53 (4,44 х 12) = 195 см.
Саме одному вершку дорівнює стійковий юніт.